# 연직칼람농도
연직칼람농도(연직층적분농도(鉛直層積分濃度), 연직대기전층농도(鉛直大氣全層濃度), 연직 열 밀도, VCD: Vertical Column Density)
대기화학  또는 원격탐사에서 사용되는 용어이다.
대기를 원격탐사하기 위한 개념으로 경사칼람농도(경사층적분농도, SCD: Slant Column Density), 공기질량인자(대기질량인자, AMF: Air Mass Factor) 등의 용어와 같이 사용된다.
연직칼람농도(연직층적분농도)는 대기 전체 넓이에 걸쳐 미량기체의 농도를 연직 방향으로 적분한 것으로 정의한다.
경사칼람농도(경사층적분농도)는 대기 중에서 특정 고도각에서의 광경로상에서 농도를 적분한(모두 더한) 값으로 정의할 수 있다.
공기질량인자(AMF)는 경사칼람의 농도를 연직칼람농도로 변환하기 위해서 정의된다.
단순하게 생각하면 원격탐사관측기(인공위성) 등에서 측정할 수 있는 것은 분광되어 관측기에 측정되는 전자기적 신호로 평면인 사진과 같이 사진 중간에 있는 공기(층)이 구분되지 않는다.
따라서, 3차원인 공기덩어리(공기층)가 측정기에 측정된다. 측정된 자료는 연직 기둥의 미량기체를 측정하기 위해서는 연직으로 들어온 공기덩어리의 양을 측정해야되나, 실재로는 여러개의 빛이 반사 및 산란되어 들어오는 모든 빛의 세기인 관측값으로 경사칼람농도를 정의하게 된다. 여기서 경사칼람농도를 연직칼람농도를 나타내기위해서 대기질량인자를 고려하게 되고 AMF=SCD/VCD 로 정의한다.
즉, 칼람농도 또는 층적분농도는 대기 전체를 더한값 즉 지상 관측소와 같이 해당 지점의 농도가 아닌 지표에서부터 대기 최상단(대략 100km)까지 쌓여 있는 미량기체의 양을 의미한다.
지구표면에서 공기가 있는 하늘까지 쌓여있는 가로×세로 단위면적(예를 들어 1cm2)의 공기 기둥안에 들어있는 미량기체(예를 들어 이산화질소(NO2), 이산화황(SO2), 오전(O3))를 의미하는 것이다.
여기서 농도는 일반적인 대기오염물질 등을 나타내는 농도인 ppm, ppb단위가 아니다. 단위면적당 분자량인 molec/cm2 로 나타낸다.
예를 들어 2의 층적분농도가 1×1015
 molec/cm2라고 하면, 지표 1cm2 넓이에서 대기 최상단까지 NO2 분자가 1×1015
 개 존재한다는 의미한다.
식으로는 간략하게 표현할 수 있으나 실재로는 지표면에서 반사되는 알베도(반사율), 구름 등 빛의 반사, 산란, 흡수, 투과 등에 영향을 미치는 다양한 요소를 고려하여 식을 풀어야 된다.

## 참고 문헌
http://sacs.aeronomie.be/info/scdvcd.php
최원이, 박준성, 김대원, 양지원, 강형우, 이한림, 2018, 위성자료를 이용한 주요 항구도시에서 가스상 대기오염물질의 칼럼농도 변화 특성 조사 및 이산화질소 혼합비 첫 산출 연구, 한국대기환경학회지, 34(6)
국립환경과학원(2019). 환경위성 Q&A.
김준, 박경애, 서명석, 안명환, 이권호, 조희구, 최용상, 최형진, 한경수, 2013, 위성기상학 이론서, 기상청 국가기상위성센터